# Klatovy V
Klatovy V (Plánické Předměstí, dříve Korálkov) jsou část města Klatovy ve stejnojmenném okrese v Plzeňském kraji. Nachází se na východě Klatov. Klatovy V leží v katastrálním území Klatovy o výměře 27,21 km².

## Historie
První písemná zmínka o vesnici pochází z roku 1789.
Klatovy V byly klatovskou částí v letech 1850–1879. Znovu se jí staly v letech 1900–1920 a podruhé 1. října 1980.

## Obyvatelstvo
| Rok            | 1869 | 1880 | 1890 | 1900 | 1910 | 1921 | 1930 | 1950 | 1961 | 1970  | 1980  | 1991  | 2001 | 2011  | 2021 |
| -------------- | ---- | ---- | ---- | ---- | ---- | ---- | ---- | ---- | ---- | ----- | ----- | ----- | ---- | ----- | ---- |
| Počet obyvatel | 228  | 782  | 547  | 598  | 663  | 0    | 543  | 0    | 0    | 1 242 | 1 026 | 1 202 | 966  | 1 024 | 981  |
| Počet domů     | 28   | 35   | 39   | 41   | 45   | 53   | 56   | 0    | 0    | 97    | 83    | 94    | 90   | 97    | 107  |